# ギヨーム・シャルリエ
ギヨーム・シャルリエ（Guillaume Charlier、1854年8月2日 - 1925年2月15日）はベルギーの彫刻家である。

## 略歴
イクセルの労働者階級の息子に生まれた。父親はシャルリエが15歳の時に亡くなったので、家族の生活のために鋳物の工場の見習いとして働き、その後、彫刻家のギヨーム・ギーフとジョセフ・ギーフ兄弟の弟子となった。最終的に彫刻家、ウジェーヌ・シモニス(Eugène Simonis)の弟子になり、ブリュッセル王立美術アカデミーの夜間コースでも学び、1879年のアカデミーの卒業制作の展覧会に出展した作品が画家で美術コレクターのアンリ・ヴァン・クッツェム(Henri Van Cutsem)に気に入られ、作品が売れるようになり、1880年から1882年までパリへ、彫刻の修業にでりことができた。エコール・デ・ボザールでピエール＝ジュール・カヴァリエの指導を受けた。ベルギーに帰国しシャルル・ヴァン・デル・スタッペン(Charles Van der Stappen)の工房で働いた。
1882年にベルギーのローマ賞を受賞し、イタリア留学の奨学金を得て、フィレンツェに留学し、その後パリで活動し1885年と1886年のサロン・ド・パリに出展した。1885年にベルギーの展覧会「20人展」に招待され、彫刻家のジェフ・ランボー(Jef Lambeaux)が退会した後、会員に選ばれた。
多くの記念碑も制作したが一般の人々をモデルのした作品も制作した。
結婚後、1890年からシャルリエは有名な建築家、ヴィクトール・オルタによって改装されたヴァン・クッツェムの邸で暮らした。シャルリエの没後、邸宅とコレクションは寄贈されて公立の美術館、シャルリエ美術館(Charliermuseum)になった。

## 作品

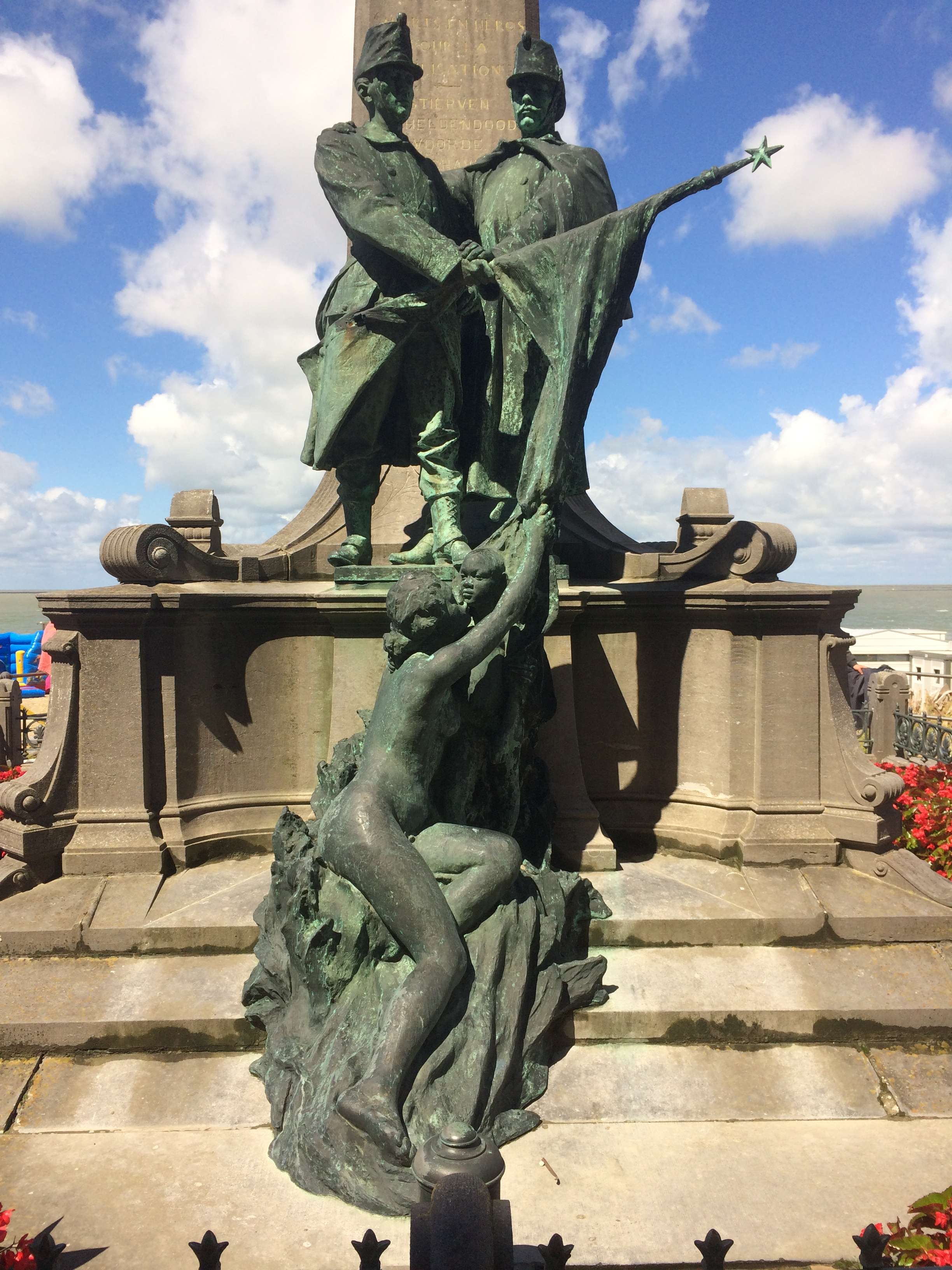
Lippens と De Bruyneの記念碑
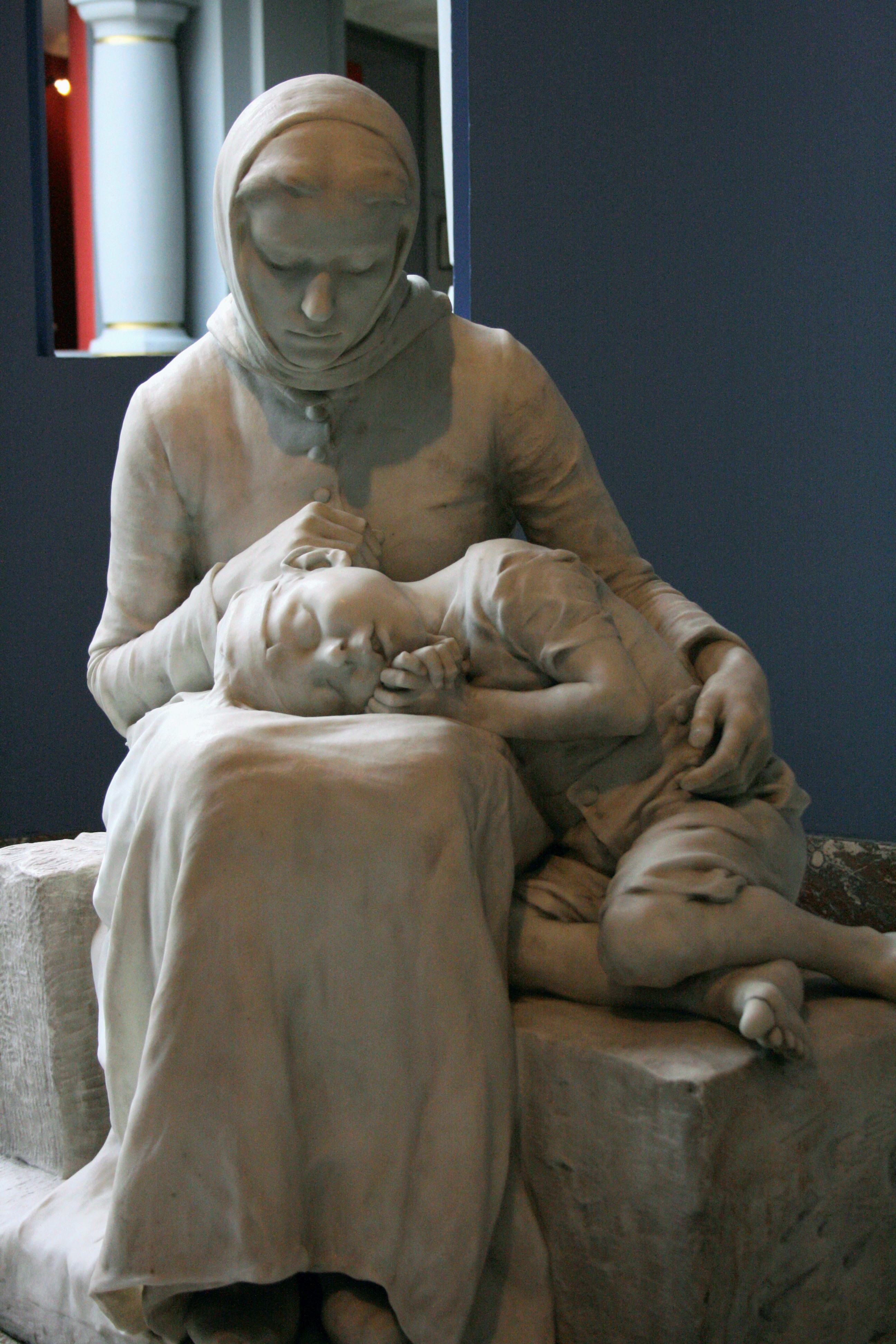
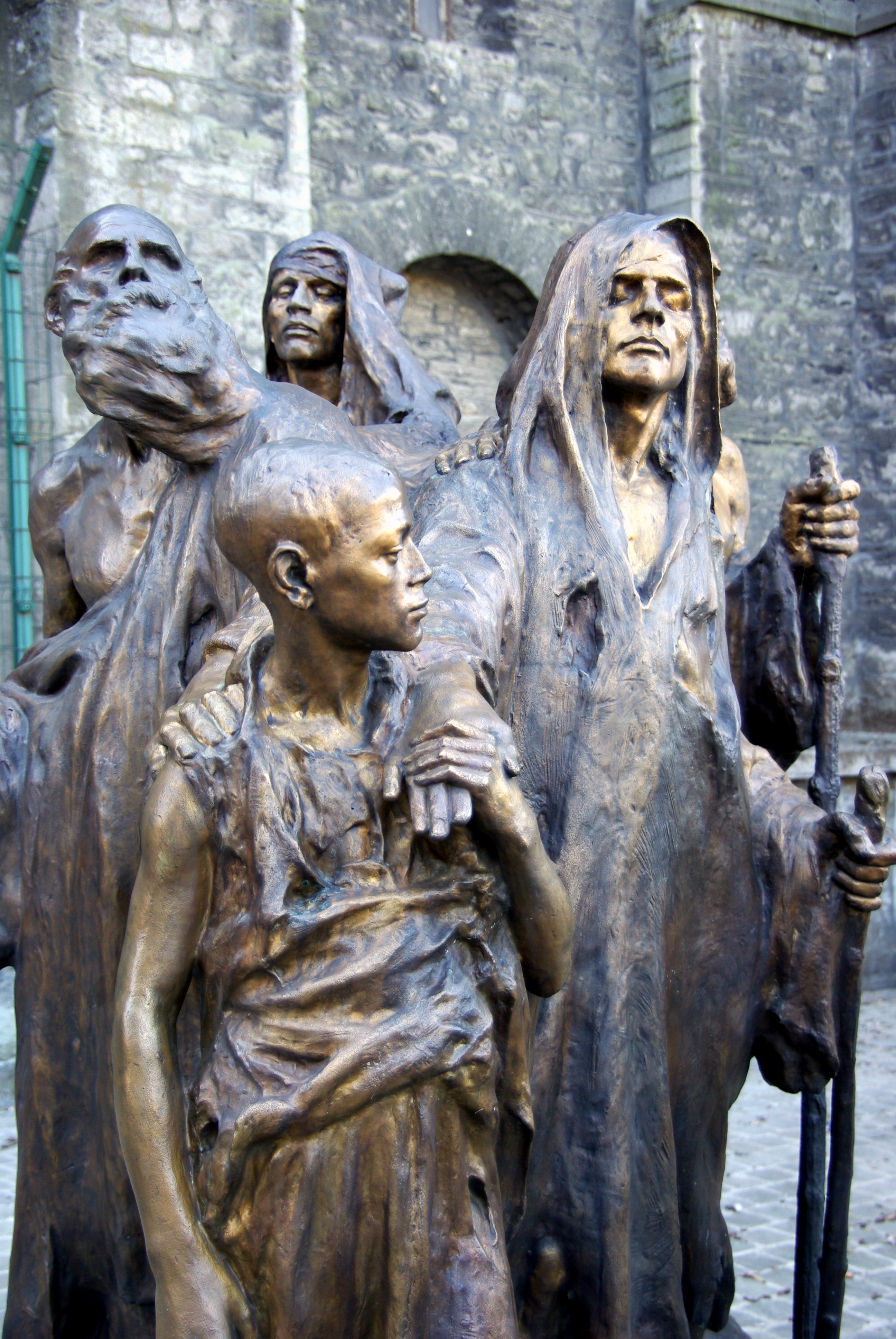
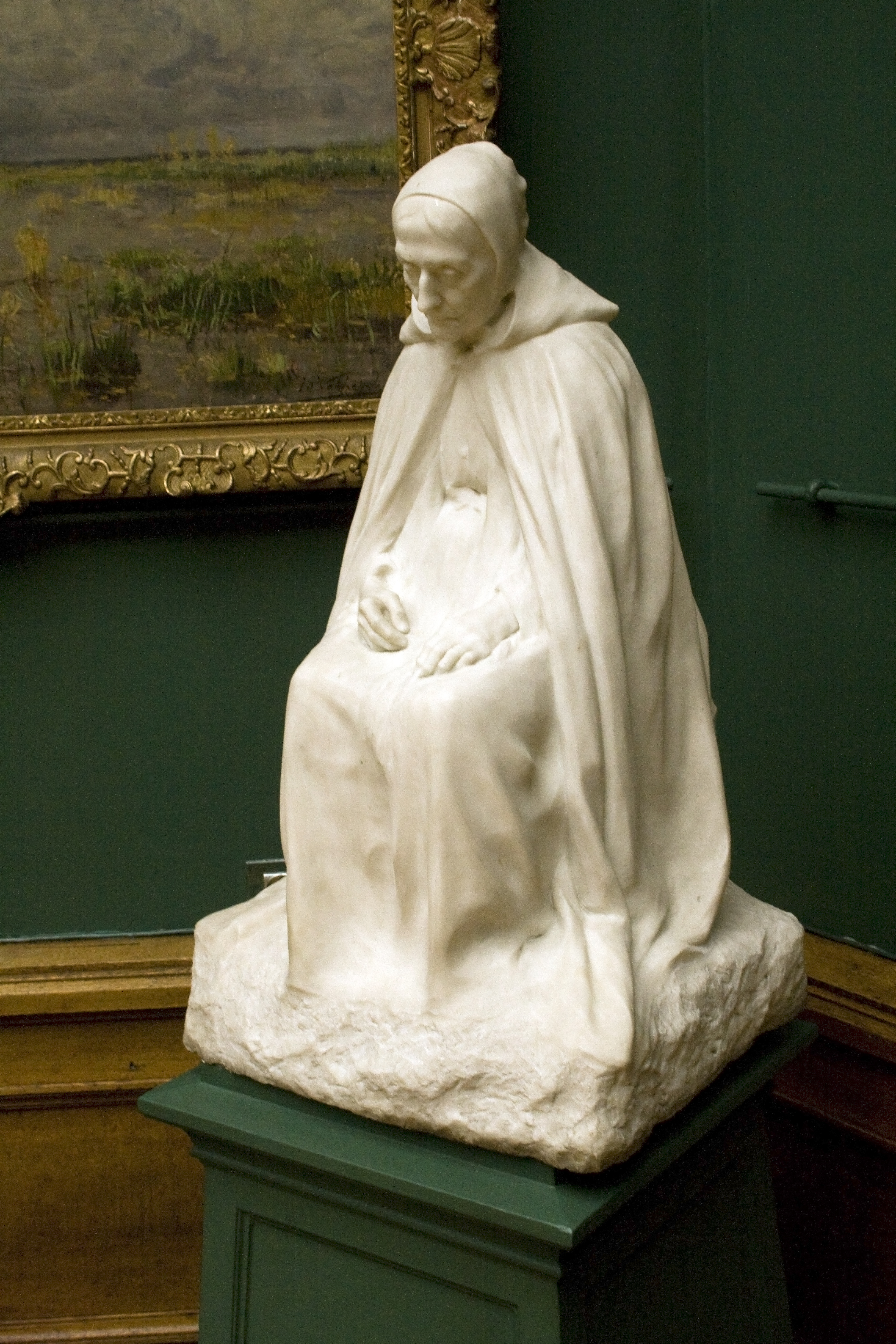